# Hermann Claudius

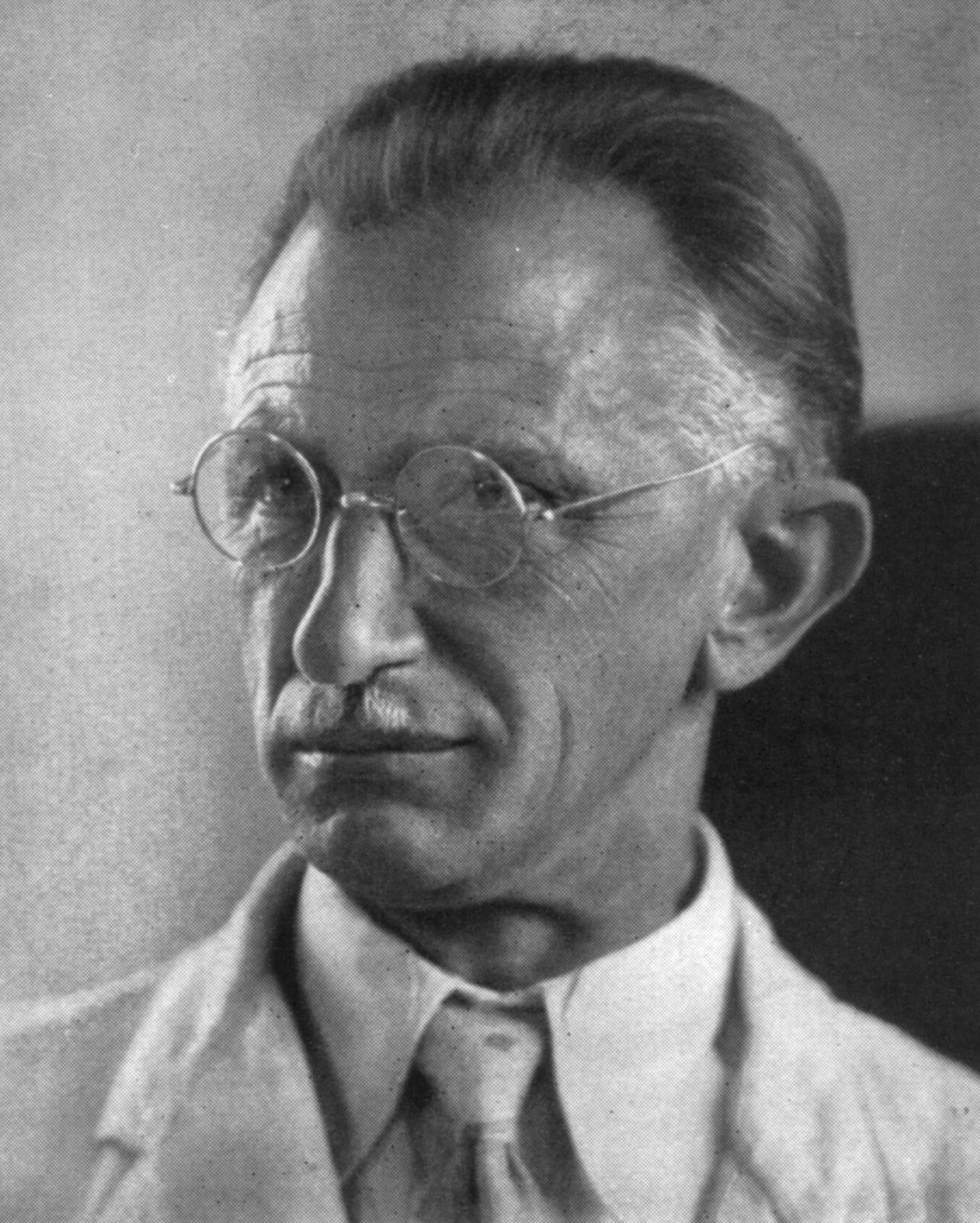
Hermann Claudius, um 1938

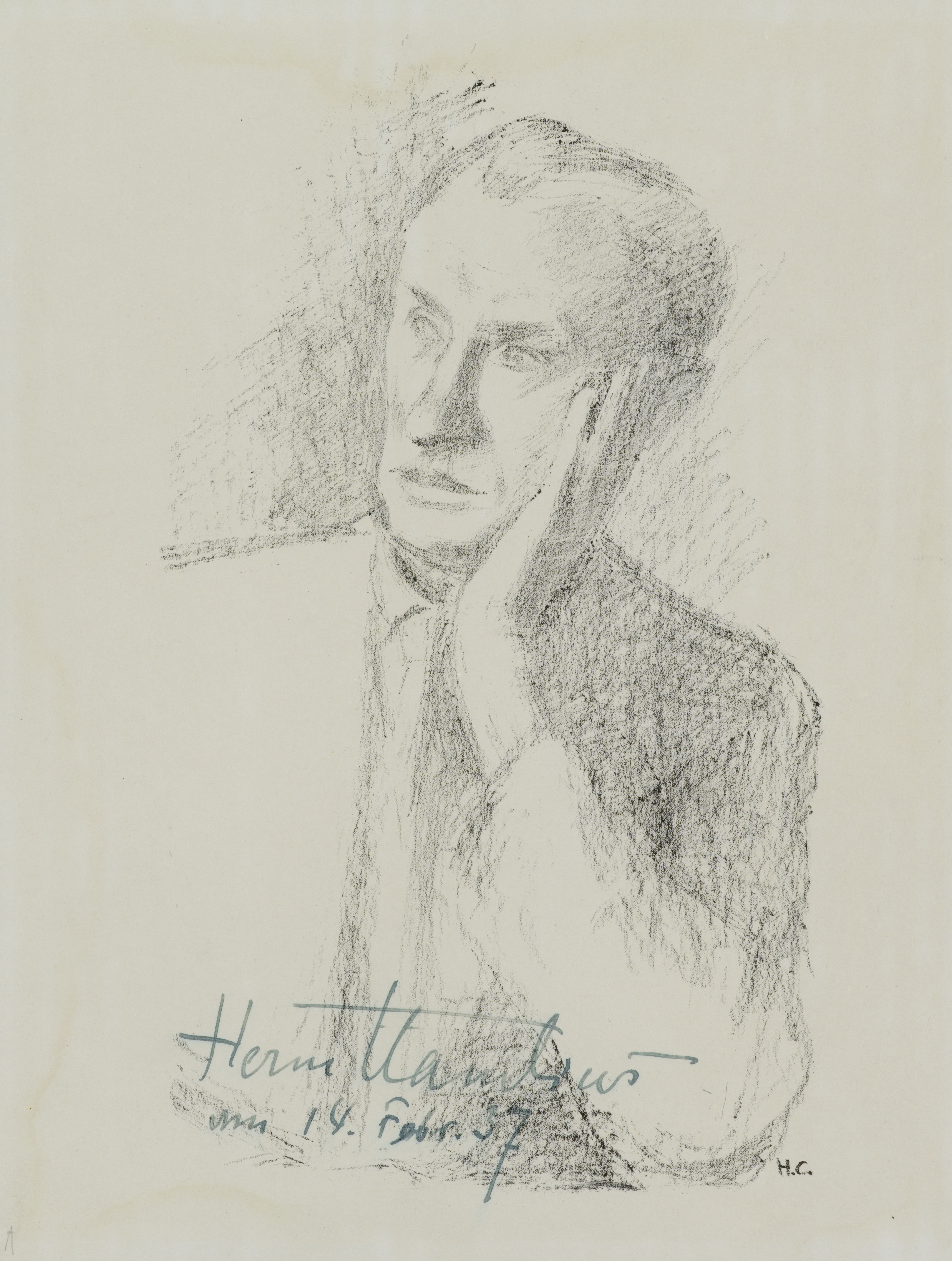
Selbstbildnis 1957(?)

Hermann Claudius (* 19. Oktober 1878 in Langenfelde bei Hamburg; † 8. September 1980 in Grönwohld bei Trittau, Kreis Stormarn) war ein deutscher Lyriker und Erzähler.

## Leben
Hermann Claudius, ein Urenkel von Matthias Claudius, arbeitete von 1900 bis 1934 als Volksschullehrer, unterbrochen von 1916 bis 1918 von der Rekrutenausbildung und seinem Einsatz als Kanonier an der Westfront im Ersten Weltkrieg, wobei er Hans Grimm kennenlernte. Nach seiner Frühpensionierung infolge eines Motorradunfalls, der allmählich zur Taubheit führte, war er freier Schriftsteller.
1904 heiratete er Franziska Blaschka (1880–1941), mit der er bis zu ihrem Tod verheiratet blieb und mit der er vier Töchter hatte: Ilse (* 1905), Hedda (* 1908), Trude Maren (1911–1980) und Ursula (* 1919).
Seine volkstümlichen Werke, oft in Plattdeutsch, kreisen vor allem um den Gegensatz von Großstadt und Natur, Arbeit und Freizeit. Seine frühen Werke sind zudem der Arbeiterdichtung zuzurechnen.
Während des Ersten Weltkriegs schrieb er kriegsbegeisterte, nationalistische Gedichte. In der Weimarer Republik engagierte er sich zunächst in der Jugendarbeit der SPD und in den sozialdemokratisch geführten Gewerkschaften, schrieb sozialdemokratische Lieder und Stücke. Seine politische Haltung wandelte sich im weiteren Verlauf jedoch grundlegend. Claudius begeisterte sich nun für den Nationalsozialismus und veröffentlichte im völkischen Verlag Albert Langen-Georg Müller. Er wurde (mit Werner Beumelburg, Hans Grimm, Erwin Guido Kolbenheyer, Agnes Miegel, Hermann Stehr, Will Vesper u. a.) Mitglied in der nationalsozialistisch ausgerichteten Deutschen Dichterakademie, die seit Beginn der 1930er Jahre von Börries Freiherr von Münchhausen gegen die Sektion für Dichtkunst der Preußischen Akademie der Künste betrieben wurde und deren Präsident nach 1933 Hanns Johst wurde.
Nach der Machtübergabe an die Nationalsozialisten und ihre deutschnationalen Bündnispartner wurden die liberalen, linken und als Juden geltenden Mitglieder der Sektion Dichtkunst in der Preußischen Akademie der Künste wie Heinrich und Thomas Mann, Käthe Kollwitz, Leonhard Frank oder Ricarda Huch zum Austritt gezwungen. Zu den Neumitgliedern, die an ihre Stelle traten, gehörte Hermann Claudius.
Im Oktober 1933 war er einer der 88 deutschen Schriftsteller, die das Gelöbnis treuester Gefolgschaft für Adolf Hitler unterzeichneten. Er war Vorstandsmitglied des 1936 gegründeten Eutiner Dichterkreises, einer der bekanntesten Autorengruppen im nationalsozialistischen Deutschland. Ebenso nahm er an den 1934 von dem völkischen Verfasser Hans Grimm („Volk ohne Raum“) begründeten „Lippoldsberger Dichtertagen“ konservativer, völkischer und nationalsozialistischer Autoren teil. Seine Veröffentlichungen im Nationalsozialismus bewegten sich zwischen pathetischer Frömmigkeit und klarer literarischer Unterstützung des NS-Regimes, so zum Beispiel in einem Gebet für Adolf Hitler. Es erschien 1940 unter dem Titel Deutschland: „Herrgott steh dem Führer bei, / Daß sein Werk das deine sei“. Seine Texte wurden aufgrund ihres propagandistischen Werts gerne in die massenmediale Literatur, so in die Tageszeitungen aufgenommen. Dafür steht z. B. das von Konrad Ameln vertonte Das Lied vom neuen Reich: „dafür marschieren wir, ich und du / Und Hunderttausende dazu / Und wollen dafür sterben“. In der Krakauer Zeitung, dem führenden NS-Organ im Generalgouvernement, war Claudius mit mehr als 50 Texten vertreten.
1944 heiratete er seine zweite Ehefrau Gisa von Voigt (1915–2010).
Nach dem Ende des Nationalsozialismus beteiligte sich Claudius erneut an den von Hans Grimm 1949 wiederbegründeten Lippoldsberger Schriftstellertreffen. Mit dabei waren vor allem NS-belastete Autoren wie Wilhelm Pleyer oder Will Vesper, „die den Nationalsozialismus im Rückblick rechtfertigen“ wollten.
Zwar wurde Claudius vom plattdeutschen Heimatmilieu nach wie vor wahrgenommen und wertgeschätzt, von der seriösen Literaturkritik und Literaturwissenschaft aber außer im Kontext von „Literatur im Nationalsozialismus“ nun nicht weiter rezipiert. Alte und neue Texte fanden kaum mehr Verleger. Mit grimmigem Sarkasmus notierte bereits 1946 Werner Bergengruen im Hinblick auf das Gedicht „Herrgott steh dem Führer bei“: „Die dritte Strophe ‚Führer, steh dem Herrgott bei‘ scheint leider nicht mitgedichtet worden zu sein“, und fügte hinzu: „Keine Mohrenwäsche wird diese Gebräuntheit von Claudius nehmen können.“ Er charakterisierte Claudius im Rückblick individuell-psychologisch und binnenliterarisch als ein „schwächliches, aufgeplustertes, selbstzufriedenes Halbtalentchen, ein Reimklempner von platter Moral, innig, sinnig und sonnig, recht ein Sänger des kleinbürgerhaft Gemütvollen“. Kritik, die Claudius im Kontext seiner öffentlichen Rolle im Nationalsozialismus und seiner propagandistischen Bedeutung sieht, wertet ihn als „NS-Parteilyriker“ bzw. als „NS-Barden“ und „Alten Kameraden“.
Positiv gewürdigt wurde er nach 1945 regelmäßig weiterhin von rechtsradikalen Medien und Autoren. Aufnahme findet er heute noch im rechtsextremistischen Milieu.

## Ehrungen
Im Nationalsozialismus erhielt Claudius zahlreiche Literaturpreise. 1942 wurde ihm der Lessing-Preis der Freien und Hansestadt Hamburg und der Klaus-Groth-Preis verliehen, 1943 der Mecklenburgische Schrifttumspreis. Auch nach 1945 wurde er wiederholt geehrt. 1956 erhielt er den Klaus-Groth-Preis der Hamburger Stiftung F.V.S., 1958 die Lornsen-Kette des Schleswig-Holsteinischen Heimatbunds. 1978 wurde er zum Ehrenmitglied des Heimatbunds Niedersachsen ernannt.
Bundeskanzler Willy Brandt gratulierte ihm 1973 zum 95. Geburtstag mit einer Telegramm-Aussage, die kontextlos überliefert ist: „Ihr umfangreiches Werk gehört zum besten literarischen Besitz unseres Volkes.“
Einen Hermann-Claudius-Weg gibt es jeweils in Grönwohld, wohin Claudius im Jahr 1960 gezogen war, Hermer und Rohrsen, eine Hermann-Claudius-Straße in Heide und Kropp.
Im Stormarnschen Dorfmuseum wurde in dem Grönwohld benachbarten Ort Hoisdorf 1997 eine zuvor bereits vorhandene Ausstellung über den Dichter in erweiterter Form in einem eigenen, Hermann-Claudius-Stube genannten Raum aufgestellt.
Nach Hermann Claudius ist eine Grundschule in Wasbek benannt. Eine nach ihm benannte Hauptschule in Marl wurde aufgrund von Schulzusammenlegungen im August 2016 geschlossen. Anders als in vielen anderen Fällen einer Schulbenennung nach NS-belasteten Schriftstellern gab es keine namenskritischen Diskussionen. Am Hamburger U-Bahnhof Jungfernstieg befindet sich eine 1932/33 dort gesetzte Tafel mit einem Claudius-Gedicht.

## Vertonungen
Mehrere Gedichte von Claudius wurden vertont. Am bekanntesten dürfte sein in seiner sozialdemokratischen Phase entstandenes Lied Wann wir schreiten Seit’ an Seit’ … Mit uns zieht die neue Zeit sein (1914/15). Dieses Lied wurde gern zum Abschluss von SPD-Parteitagen gesungen.
Sein sechsstrophiges Weihnachtslied Wisst ihr noch, wie es geschehen? von 1939 findet sich im gegenwärtigen Evangelischen Gesangbuch (Nr. 52) in einer Vertonung aus demselben Jahr von Christian Lahusen. Ob es in einer Neuausgabe noch enthalten sein soll, wurde Ende 2022 diskutiert.
Das erste Liederbuch der Bundeswehr nahm 1958 neben Texten von anderen NS-belasteten Autoren auch solche von Hermann Claudius auf.
Weitere Vertonungen sind:
- Von Curt Protze stammt eine Vertonung des Gedichtes „Licht muß wieder werden“.
- Otto Siegl komponierte 1930 anlässlich des 900-jährigen Jubiläums des Speyerer Doms einen Festlichen Hymnus für Männerchor und Blasorchester (op. 72) ebenfalls auf das Gedicht „Licht muß wieder werden“.
- Karl Marx vertonte das Gedicht „Jeden Morgen geht die Sonne auf“.
- Paul Graener verwendete eines seiner Gedichte in den Fünf Liedern op. 102 (1936).
- Konrad Friedrich Noetel verarbeitete das Gedicht „Dass dein Herz fest sei“ in einem Chorwerk.

## Hörspiele
- 1953: Das Kain- und Abel-Spiel – Regie: Eberhard Freudenberg (Kurzhörspiel, Mundarthörspiel – RB)
- 1954: Beten Speelkram: Meike – oder: de Sprung öwern Graben – Regie: Walter A. Kreye (Original-Hörspiel, Mundarthörspiel – RB)
- 1977: Meike – oder: de Sprung öwern Graben. Niederdeutsches Kurzhörspiel – Regie: Walter A. Kreye (Originalhörspiel, Mundarthörspiel – RB)

## Schriften (Auswahl)
- Mank Muern. Grotstadtleeder, 1912
- Hörst du nicht den Eisenschritt? Zeitgedichte, 1914
- Licht muß wieder werden. Lieder, 1916
- Menschen! Gesichte und Geschichten hinterm philosophischen Vorhang, 1916
- Lieder der Unruh, 1920
- Hamburger Kinnerbok, 1920
- Licht. Sonnenwende. Ein Sonnenwendspiel, 1921
- Brücke in die Zeit. Selbstauswahl aus meinen Zeitgedichten seit 1914, 1922
- Krup ünner. Kinnerriemels, 1923
- Das Silberschiff. Die Geschichte einer Sehnsucht, 1923
- Bodderlicker, sett di! Kinnerriemels, 1924
- Stummel. En Vertelln, 1925
- Heimkehr. Lieder von Gott, Ehe und Armut, 1925
- Menschheitswille. Dramatisches Spiel für großen Bewegungs-Sprechchor samt dem Lied um die Erde für Sprechchor, 1926
- Vörsmack. Oles un Nies, 1926
- Meister Bertram van Mynden, Maler zu Hamburg. Ein hanseatisch Tagebuch um 1400 quasi gesetzet, 1927
- Rumpelstilzchen. Ein Märchenspiel, 1928
- Der ewige Tor. Neue Gedichte, 1928
- Der Vagabund. Ein Sommernachtsspiel (Musik von Friedrich Weigmann), 1928
- Seid gegrüßt! 2 Sprechchorspiele für Jugendweihen „Seid gegrüßt!“ und „Kommt!“, 1929
- Der Vogel Wunderbar, 1934
- Armantje[35]. Geschichten aus meiner Kindheit, 1934
- Daß dein Herz fest sei. Neue Gedichte, 1934
- Speeldeel för Jungs un Deerns. Dre Speelstücken, 1936
- Und weiter wachsen Gott und Welt. Neue Gedichte, 1936
- Meister Bertram van Mynden. Maler zu Hamburg, 1937
- Mein Vetter Emil und andere Geschichten, 1938
- Jeden Morgen geht die Sonne auf. Neue Gedichte, 1938
- Wann wir schreiten. Gedichte aus den „Liedern der Unruh“ und dem „Ewigen Toren“, 1939
- Zuhause. Neue Gedichte, 1940
- Eschenhuser Elegie, 1942
- Aldebaran. Sonette, 1944

Anthologien
- Meine Laterna magica, 1955 (Ausgewählte Gedichte, zusammengestellt von Carl Budich)
- Ein bunter Strauß. Dichtung, hrsg. von Joost Bärwald. Arpsdorf an der Stör 1997.